# مغول (روستا)
مغول، روستایی است از توابع بخش مرکزی شهرستان سلماس استان آذربایجان غربی ایران.

## جمعیت
این روستا در دهستان کنارپروژ قرار داشته و بر اساس سرشماری سال ۱۳۸۵ جمعیت آن ۶۲۲نفر (۱۱۹ خانوار) 
بوده‌است.